# コッレマッジョ大聖堂
コッレマッジョ大聖堂（イタリア語: Basilica di Santa Maria di Collemaggio ）は、イタリアのアブルッツォ州ラクイラ県ラクイラにあるキリスト教・カトリックの教会である。1294年に完成したが、地震などにより倒壊し、修復を重ね、現在の姿になった。特に2009年のラクイラ地震では壊滅的な被害を受けたが、2017年12月に復旧工事が終了した。

## 歴史

### 建設時
大聖堂の建設の前は、この区域はラクイラの郊外であり、教会として知られている宗教的な建物で占められていた。今日では、古代の遺跡の残骸だけが残っている。おそらく、カタロニアのサンタ・マリア・ディ・ポブレットの修道院と同じシトシアン建築様式であったと考えられている。

### 最初の建設段階（1287年から1315年まで）
教会の建立は、1287年に修道士（当時はピエトロと呼ばれていた。のちのチェルスティーノ5世）が土地を購入したことに始まる。  8月25日に、8つの司教の厳粛な議論を経て、教会がまだ完成していないにもかかわらず、聖餐式が行われた。

#### 教皇チェルスティーノ5世の戴冠
1294年7月5日、ピエトロがローマ法王に選ばれた。彼はしぶしぶ承諾し、石川康子『あなたの知らないイタリア ミステリアスガイド・アブルッツォ』（初版）世界文化社、2013年。ISBN 9784418134199。その後王立行進に伴いラクイラに行き、1294年8月29日にチェルスティーノ5世（Celestino V）と名づけられた。当時、教会は現在よりも複雑な5つの尖塔があった。当時アブルッツォ州で最大の教会だった。彼は当時83歳という高齢であった。石川康子『あなたの知らないイタリア ミステリアスガイド・アブルッツォ』（初版）世界文化社、2013年。ISBN 9784418134199。しかし、わずか5か月の就任後、彼は教義上の記章を返し、辞任した。

### 12世紀‐13世紀
一度は大聖堂は完成したものの、1315年12月13日に発生したマグニチュード5.9の地震により、一部損壊した。1349年9月9日にも、再びマグニチュード6.5の地震が起き、およそ800人が死亡した。（当時のラクイラの人口が10000人以下だったので、犠牲者は人口に対しおよそ10分の1にあたる）大聖堂でも、修復工事のさなかだったが、さらに被害を受けた。 いくつかの教会の備品を売却したことにより、資金が集まったため、次の年には改装が完了した。

### 16世紀-17世紀
1461年11月26日、ラクイラ近郊でマグニチュード6.5の地震があり、およそ150人が死亡した。この地震により、また大聖堂は損壊した。このころ、大聖堂は原始的なバロック様式で大幅に改装された。八角柱は煉瓦の十字柱に組み込まれ、装飾に重点を置いた。 

### 1703年の地震と復興
1703年に起きたラクイラでの地震では、主要都市の建築に壊滅的な被害を与えた。この地震は、ラクイラの歴史において被害が大きかったもののひとつである。地震のマグニチュードは6.7と推定され、周辺の地域も含め、少なくとも 6000人が死亡した。大聖堂も壊滅的な被害を受け、復興にかかる費用が必要だったが、労働者の専門的な援助により再び復興した。1706年には壁や金庫の修復が完了した。

### 2009年の地震と、新しい復興
2009年のラクイラ地震では、再びこの芸術的で記念碑的な遺産を壊滅させ、大聖堂にも多大な影響を与えた都市を傷つけた。教会の天井の一部には崩落があり、主通路の終端部分が破壊されるなど、大聖堂に破滅的な被害を与えた。震災後の最初の数ヶ月で、大聖堂は余震でさらなる被害を出さないよう、簡易的な応急工事を終了させた。2015年11月25日から、資金援助があり、大規模な修復作業が開始された。地震の影響は深刻で、14本ある主要な柱の構造的復元に焦点を当て、そのうち6本に深刻な被害があった。2017年12月20日、文化遺産・観光省の存在下で、大聖堂が再び震災前の姿に戻り、教皇チェルスティーノ5世の遺骨と棺が再び元の位置に安置された。 